# أب فان بامل
أب فان بامل (بالهولندية: Ab van Bemmel)‏ (3 أغسطس 1912 – 19 فبراير 1986) هو ملاكم هولندي راحل، مثّل بلاده في الألعاب الأولمبية الصيفية 1936.

## وصلات خارجية
أب فان بامل على موقع أوليمبيديا (الإنجليزية)